# The Voice of Bugle Ann
Pour plus de détails, voir Fiche technique et Distribution.
The Voice of Bugle Ann est un film américain réalisé par Richard Thorpe, sorti en 1936.

## Synopsis
Dans les monts Ozark au Missouri, les fermiers chassent le renard avec des chiens qu'ils élèvent eux-mêmes. Spring Davis, l'un d'entre eux, aime particulièrement ses chiens, en particulier Molly, et quand cette chienne meurt en donnant naissance à une portée de chiots, Spring favorise Miss Ann, l'avorton de la portée». En grandissant, Ann développe une rare "voix de clairon", ce qui la fait surnommer "Bugle Ann". Lors de sa première nuit de chasse, Ann se comporte comme une championne, mais la soirée est gâchée par la découverte d'une clôture en barbelés posée par le voisin, Jacob Terry, dans le but d'élever des moutons. Spring et Terry se disputent à propos de cette clôture et Terry menace de tirer sur tout chien qui viendrait sur sa propriété. Malgré l'animosité qui existe entre leurs pères respectifs, Benjy, le fils de Spring, et Camden, la fille de Terry, sont amoureux l'un de l'autre. 
Un soir, Terry frappe Camden, et elle prend ses affaires et part en voiture, laissant son père seul. Le lendemain matin, Spring et d'autres fermiers partent à la recherche d'Ann qui n'est pas rentrée, et des traces les conduisent à la ferme de Terry. Une dispute s'engage entre Spring et Terry et ce dernier est tué. Comme la chienne n'a toujours pas été retrouvée, Spring est reconnu coupable du meurtre de Terry et condamné à vingt ans de prison. Au cours de l'année qui suit, les aboiements d'Ann ont été entendus la nuit dans tout le comté, et beaucoup pensent que c'est la voix d'un fantôme. Deux ans plus tard, cependant, le corps d'Ann est retrouvé, étranglé dans une clôture de barbelés dans les collines, et on se rend compte que Terry ne l'avait pas tuée. Une autre année passe, et Spring est soudainement gracié par le gouverneur et rentre chez lui. La nuit de son retour, Spring décide d'aller à la chasse et entend une "voix de clairon" au loin. Juste après, Camden arrive à son feu de camp et lui dit que cette voix est celle d'un chiot qu'elle a élevé, la fille d'Ann et d'un chien appelé "Proctor Pride". Elle lui révèle alors qu'elle avait accidentellement blessé Ann avec sa voiture la nuit où elle s'est enfuie. Elle a ensuite pris en charge la chienne, qui avait quatre petits, dont l'un a hérité de sa voix de clairon. Ann a finalement été tuée en poursuivant un renard. Camden révèle également que c'est elle qui a permis à Spring d'être libéré en lançant une pétition au gouverneur. Camden et Benjy sont libres de vivre ensemble et Spring se réjouit des années de chasse qui l'attendent avec la fille d'Ann, "Little Lady".

## Fiche technique
- Titre original : The Voice of Bugle Ann
- Réalisation : Richard Thorpe
- Scénario : Harvey Gates, Samuel Hoffenstein, d'après le roman The Voice of Bugle Ann de MacKinlay Kantor
- Direction artistique : Cedric Gibbons
- Costumes : Dolly Tree
- Photographie : Ernest Haller
- Son : Douglas Shearer
- Montage : George Boemler
- Production : John W. Considine Jr.
- Société de production : Metro-Goldwyn-Mayer
- Société de distribution : Loew's Inc.
- Pays de production :  États-Unis
- Langue originale : anglais
- Format : noir et blanc — 35 mm — 1,37:1 — son Mono (Western Electric Sound System)
- Genre : drame
- Durée : 72 minutes
- Date de sortie :
  - États-Unis : 15 février 1936

## Distribution
- Lionel Barrymore : Spring Davis
- Maureen O'Sullivan : Camden Terry
- Eric Linden : Benjy Davis
- Dudley Digges : Jacob Terry
- Spring Byington : "Ma" Davis
- Charley Grapewin : Cal Royster
- Henry Wadsworth : Bake Royster
- William Newell : Tanner
- James Macklin : Del Royster
- Jonathan Hale : le procureur
- Frederick Burton : le gardien de prison
- Frank Sheridan : l'oncle Nathan